# Stefan Raab

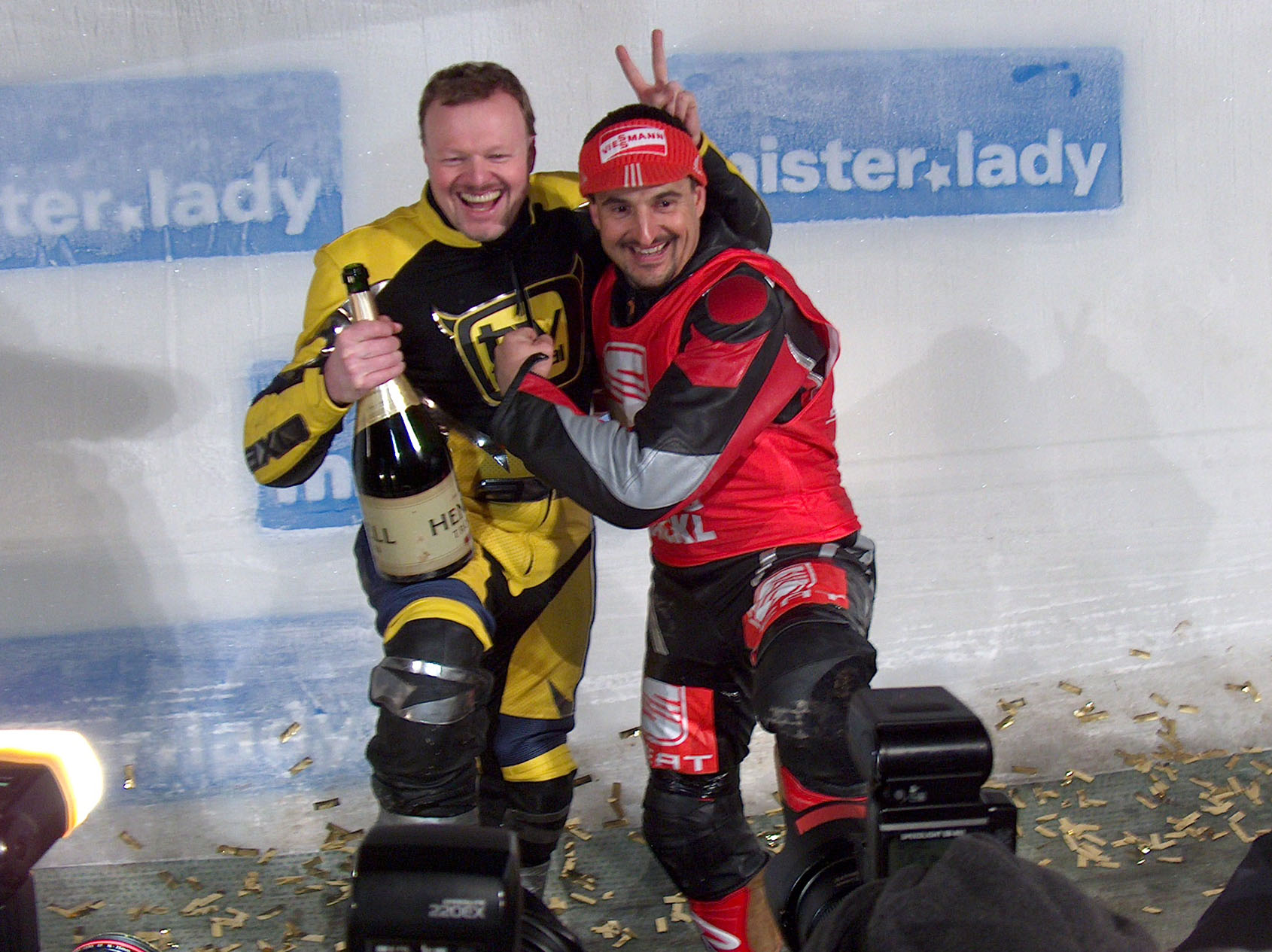
Stefan Raab (2008)

Stefan Konrad Raab (n. 20 octombrie 1966, Köln) este un telejurnalist german. Este prezentatorul emisiunii TV total de la canalul de televiziune ProSieben și a fost implicat în numeroase controverse legate de afirmații despre anumite personalități făcute în timpul emisiunilor sale.
Stefan Raab a devenit popular după ce a lucrat ca VJ pentru postul de televiziune VIVA în 1996. Din 1999 ProSieben a găzduit emisiunea acestuia, TV total.
Emisiunea a început într-un format de comedie, însă s-a transformat la scurt timp într-o emisiune muzicală „de la miezul nopții“, similară cu emisiunea Tonight Show moderată de Jay Leno. Comentariile adeseori sarcastice ale lui Raab în legătură cu numeroase personalități germane au condus chiar și la un incident: în 1997 raperul Moses Pelham i-a rupt nasul.